# 556 Phyllis
556 Phyllis este un asteroid din centura principală, descoperit pe 8 ianuarie 1905, de Paul Götz.